# Christoph Dohr
Christoph Dohr (* 15. Mai 1964 in Krefeld) ist ein deutscher Musikwissenschaftler und -verleger.

## Vita
Dohr studierte nach dem Abitur am Arndt-Gymnasium in Krefeld Musikwissenschaft, Mittlere und Neue Geschichte sowie Ethnologie an der Universität zu Köln mit dem Abschluss  Magister Artium im Jahre 1989. Von 1989 bis 1991 forschte er am Bestand Jacques Offenbach im Historischen Archiv der Stadt Köln. Intensivere musikwissenschaftliche Forschungen verbinden ihn zudem mit dem Musikleben seiner Heimatstadt Krefeld und mit dem Komponisten Johann Christian Heinrich Rinck; zudem ist er Musikinstrumentenkundler mit Schwerpunkt besaitete Tasteninstrumente.

## Berufliches und ehrenamtliches Wirken
Im Jahre 1990 gründete Dohr den Verlag Dohr, einen Vier-Sparten-Musikverlag mit Sitz in Köln (1990–2010) und Bergheim (seit 2010). 1989 und 2003 fanden von Dohr konzipierte und organisierte Musikfeste in Krefeld („opus ’89“; Schwerpunkt: Krefelder Komponisten) und in Köln („Rinck-Fest Köln 2003“ zur Wiederbelebung des Werkes von Johann Christian Heinrich Rinck) statt.
Seit 2005 stellt Dohr in Haus Eller in Bergheim-Ahe der Öffentlichkeit die „Sammlung Dohr“, eine Sammlung historischer Tasteninstrumente in Originalen und originalgetreuen Nachbauten, vor, insbesondere durch regelmäßige Konzertveranstaltungen. Die Sammlung nennt sich „Pianomuseum Haus Eller“.
Als Musikwissenschaftler und Verleger setzt sich Dohr zum einen für zeitgenössische Komponisten ein, zum anderen für die Wiederentdeckung von Komponisten des 18. und 19. Jahrhunderts, z. B. Norbert Burgmüller, Johann Christian Heinrich Rinck, Friedrich Kiel, Leopold Anton Kozeluch, Carl Gottlieb Reissiger und Louis Spohr.
Dohr engagiert sich ehrenamtlich, unter anderem als Leiter der Arbeitsgruppe Chorverlage im Deutschen Musikverleger-Verband (2005–2011), als Kuratoriums-Vorsitzender der Johann-Lütter-Stiftung Heinsberg (seit 2001) und der Carl-Gottlieb-Reißiger-Stiftung Belzig (2006–2014), als Beirat des Vorstandes in der Int. Jacques-Offenbach-Gesellschaft (2008–2010) und der Arbeitsgemeinschaft für rheinische Musikgeschichte (2005–2010) sowie als Stellvertreter im Verwaltungsrat für die Berufsgruppe 6 (wissenschaftliche Verleger) in der VG Wort/Wissenschaft (seit 2015).

## Auszeichnungen (Auswahl)
- 2004 Sonderpreis für außergewöhnliche verlegerische Leistungen des Deutschen Musikverleger-Verbandes für Idee, Konzept und Realisierung des „Rinck-Festes Köln 2003“. Für sein Verlagsprogramm wurde der Verlag Dohr weitere fünfmal (zuletzt 2009) ausgezeichnet.

## Schriften (Auswahl)
- Musikleben und Komponisten in Krefeld. Das 20. Jahrhundert. (Beiträge zur rheinischen Musikgeschichte Nr. 144, zugl. Krefelder Studien Bd. 5). Krefeld und Kassel 1992.
- Die Instrumentensammlung des Musikwissenschaftlichen Instituts zu Köln. in: Werner Schäfke (Hg.): Die Musikinstrumentensammlung des Kölnischen Stadtmuseums, Kassel und Köln 1993, S. 19–44.
- (als Hg.:) Beiträge zur Offenbach-Forschung. Köln 1998ff., ISSN 1436-8714
- (zusammen mit Thomas Schipperges): Bibliotheca Offenbachiana. Jacques Offenbach (1819-1880) – eine systematisch-chronologische Bibliographie, Köln 1998. ISBN 3-925366-48-2.
- Christian Erdmann Rancke und sein Hammerflügel, Köln 2003. ISBN 978-3-936655-09-4.
- Johann Christian Heinrich Rinck. Dokumente zu Leben und Werk. Köln 2003. ISBN 978-3-936655-07-0.
- Acht Tafelklaviere der Sammlung Dohr. in: Schmuhl/Lustig (Hg.), Geschichte und Bauweise des Tafelklaviers (Michaelsteiner Konferenzberichte Bd. 68), Augsburg 2006, S. 389–405.
- (als Hg.:) Rinckiana. Festschrift aus Anlass des zehnjährigen Bestehens der Christian-Heinrich-Rinck-Gesellschaft. Köln 2006. ISBN 978-3-936655-41-4.
- Eine innovative Pianoforte-Manufaktur zu Beginn der Kölner Franzosenzeit. Wilhelm Constantin Schiffer im Spiegel seiner erhaltenen Tafelklaviere. in: Jacobshagen/Steinbeck/von Zahn (Hg.): Musik im französischen Köln (1794–1814), Kassel 2010, S. 201–228.
- (als Hg.:) Rinckiana II. Festschrift aus Anlass des fünfzehnjährigen Bestehens der Christian-Heinrich-Rinck-Gesellschaft. Köln 2011. ISBN 978-3-936655-64-3.
- (als Hg.:) Almanach für Musik. Jahrbuch. Köln 2011 ff.
- Die Merten-Orgel der Christus-Kirche Kerpen-Sindorf. Festschrift aus Anlass der vier Konzerte zur Orgeleinweihung. Köln 2014. ISBN 978-3-86846-128-2.